# НТН
«НТН» (Національні Телевізійні Новини) — загальноукраїнський телеканал, що розпочав своє мовлення 1 листопада 2004 року. Входить до медіаконгломерату «Inter Media Group».

## Історія
У другій половині 2004 року стало відомо, що одну з київських телекомпаній — «TV Табачук» — викупили структури, пов'язані з донецьким бізнесменом Едуардом Прутніком (ТзОВ «Східінвестпром» — 33,66 %; ФОП Мелашко І.С — 66,34 %).
1 листопада 2004 року телеканал «НТН» розпочав своє мовлення у Києві та Сімферополі зі слоганом «Незалежні телевізійні новини» (так співробітники каналу на початку мовлення розшифровували його назву). Проте, незважаючи на слоган, в етері телеканалу, крім новин, були присутні й фільмопоказ і різні розважальні проєкти. Тоді новинна служба «Вчасно» виходила в етер протягом десяти разів на добу.
Загальне технічне покриття телеканалу становить понад 94,3 % території України. Основне ядро авдиторії становлять чоловіки і жінки 35+.
З листопада 2006 року «НТН» знову змінив юридичних засновників — ними стали ТОВ «Капіталінвест» (99,98 %) та фірма «Східавтотранс» (0,019 %). У цей час зроблено перші спроби дещо змінити формат і концепцію каналу. В сітці мовлення «НТН», крім випусків новин «Вчасно» і фільмопоказу, почали з'являтися публіцистичні і розважальні проєкти.
У 2007 році канал «НТН» вкотре змінив власників і увійшов до складу медіагрупи «U.A. Inter Media Group» (повністю акції каналу були викуплені влітку 2009 року). Входження каналу до складу даної медіагрупи незабаром спричинило кардинальні зміни програмної концепції. Інформаційна складова етеру «НТН» не зросла, а, навпаки, поменшала — кількість новинних програм було скорочено, а інформаційна програма «Вчасно» залишила канал у листопаді 2008 року після повного переформатування. Місце новинних програм зайняли художні та документальні фільми, а також різні програми, серед яких передачі детективно-кримінальної тематики («Агенти впливу», «Великі афери», «Правда життя», «Свідок»). Відповідно змінився і кінопоказ на каналі — відтоді він був більше орієнтований на чоловічу авдиторію: бойовики, екшн, пригоди, детективи.
З 25 грудня 2016 року здійснює мовлення у форматі 16:9.
2018 року частка НТН по даній цільовій авдиторії склала 2,83 % (дані Індустріального Телевізійного Комітету, авдиторія 18-54 міста 50 тис.+, 9-е місце серед українських каналів).
За підсумками 2019 року частка каналу склала 2,19 %, (за даними системи рейтингів Nielsen, авдиторія — 18—54, міста 50 тис.+).
2020 року частка каналу склала 2,08 %, (за даними системи рейтингів Nielsen, авдиторія — 18—54, міста 50 тис.+).
31 березня 2021 року почав мовлення у стандарті високої чіткості (HD).
2021 року частка каналу склала 2,04 %, (за даними системи рейтингів Nielsen, авдиторія — 18—54, міста 50 тис.+).
Через російське вторгнення в Україну з 24 лютого до 17 квітня 2022 року телеканал цілодобово транслював інформаційний марафон «Єдині новини». В етері була відсутня реклама.
З 18 квітня 2022 року телеканал відновив самостійне мовлення, кардинально змінивши програмну сітку. З етеру прибрано фільми радянського та російського виробництва.
9 січня 2025 року Національна рада України з питань телебачення і радіомовлення не проголосувала за штраф телеканалу за порушення мовного законодавства через трансляцію серіалу «9-1-1» англійською мовою без субтитрів 10 листопада 2024 року. На засіданні Денис Васянович, керівник відділу дистрибуції «Inter Media Group», сказав, що це сталось незумисна технічна помилка. Заступник голови регулятора Олег Черниш запропонував визнати порушення, але виключити пункт про штраф. А 23 січня того ж року регулятор не виносив штраф телеканалу через порушення мовного законодавства.

### Скандал з частотами
Улітку 2004 року НацРада відмовила тоді ще каналу «TV Табачук» в наданні ліцензії на 75 частот по Україні, після чого канал звернувся до суду й отримав позитивне рішення на свою користь: суд зобов'язав Нацраду внести ці частоти в ліцензію телекомпанії. Однак Нацрада рішення не виконала, хоча й отримала декілька виконавчих приписів. Не дивлячись на це бланк нової ліцензії телекомпанії «НТН» було видано.
Тоді на останній конкурс на телевізійні частоти, який проходив у Нацраді, не було винесено ті 75 частот, на які претендувала «Телестудія „Служба інформації“». Згідно рішення суду, частоти були внесені поза конкурсом у ліцензію каналу. Таким чином «НТН», яка проплатила прорахунок близько 30 частот, отримала право на 75 — суд зобов'язав Нацраду вписати усі частоти у ліцензію каналу. При цьому було повністю нівельовано процедуру конкурсу, передбачену українським законодавством для розподілу радіочастотного ресурсу.
У жовтні того ж року своєю постановою Верховний Суд України скасував оскаржувану Національною радою України з питань телебачення і радіомовлення постанову Вищого господарського суду України, а також рішення суду першої інстанції та постанову суду апеляційної інстанції у цій справі. Справу було направлено на повторний розгляд до суду першої інстанції.
Зрештою, наприкінці 2005 року частоти залишилися в «НТН».

## Логотип
Телеканал змінив 3 логотипи. Нинішній ― 4-й за ліком.
| Логотип | Опис |
| ------- | --- |
|         | З 1 листопада 2004 до 31 жовтня 2008 року логотипом телеканалу був слово «НТН» з контурами білого кольору. Логотип був прозорим. Знаходився у правому верхньому куті. |
|         | З 1 листопада 2008 до 8 вересня 2011 року використовувався схожий логотип, але збільшений у розмірі. Логотип став непрозорим, із сірим тлом всередині літер. Знаходився там само. |
|         | З 9 вересня 2011 до 1 вересня 2013 року логотипом було слово «НТН» зі сріблястими контурами і фіолетовим тлом всередині літер. |
|         | З 2 вересня 2013 року дотепер використовується логотипом є жовтий прямокутник з написом «НТН» чорного кольору. Логотип непрозорий. Цікавий факт — логотип нагадує поліційну стрічку, що вказує на його наповнення — детективні серіали. Для HD-версій телеканалу праворуч логотипу розміщено чорний квадрат з жовтим написом «HD». Після початку повномасштабного російського вторгнення в Україну з 24 лютого до 17 квітня 2022 року під логотипом був прапор України в серці з підписом «#UAразом». |

## Керівництво
- Генеральна директорка — Наталія Джунь[18].

## Наповнення етеру

### Програми
- Агенти впливу (раніше — на телеканалі «Інтер»)
- Акцент
- Аналітика дня
- Будьте здорові
- Вартість життя
- Вечір. Підсумки
- Винуватці війни
- Випадковий свідок
- Втеча. Реальні історії
- Головний свідок
- Історії війни
- Кримінальні справи (раніше — на телеканалі «Інтер»)
- Легенди бандитського Києва
- Легенди бандитської Одеси
- Легенди карного розшуку
- Мир чи війна (раніше — на телеканалі «Інтер»)
- Останній день диктатора
- Правда життя
- Правда життя. Професійні байки
- Ранковий свідок
- Речдок
- Речдок. Велика справа
- Речовий доказ
- Садові поради
- Свідок
- Свідок. Агенти
- Страх у твоєму домі
- Таємниці кримінального світу
- Таємниці світу
- Тут люди
- Україна вражає
- Шукаю тебе

### Телесеріали

#### Іноземні
- 9-1-1
- CSI: Місце злочину
- CSI: Місце злочину. Маямі
- CSI: Місце злочину. Нью-Йорк
- CSI: Кіберпростір
- CSI: Безсмертя
- NCIS: Полювання на вбивць
- NCIS: Лос-Анджелес
- Альпійський патруль
- Бюро легенд
- Вавилон-Берлін
- Віртуози
- Гаваї 5.0
- Гарна дружина
- Гейвен
- Гоммора
- Грабуй награбоване
- Декстер
- Елементарно
- Забуті
- Загадкові вбивства Агати Крісті
- Закон і порядок
- Закон і порядок: Спеціальний корпус
- Закон і порядок: Злочинні наміри
- За справу береться Шекспір
- Згадати молодість
- Інспектор Деррік
- Кобра 11
- Коломбо
- Криміналісти: мислити як злочинець
- МакМафія
- Менталіст
- Міст
- Морський патруль
- Напад
- Нарко
- Низьке зимове сонце
- Під куполом
- Підрозділ
- Призначений
- Примари
- Сліпа зона
- Смерть не у раю
- Смерть у раю
- Справжній детектив
- Суто англійські вбивства
- Тіло як доказ
- Той, хто читає думки
- ФБР

#### Українські
- Дрон
- Захоплення
- Прикордонники
- СБУ. Спецоперація

## Ведучі
- Анатолій Бондаренко
- Артем Позняк
- Ян Іванишин
- Сергій Бурлаков
- Максим Сінчуков
- Олександр Бондарчук
- Дмитро Чистяков
- Павло Прядко
- Євген Сальников
- Сергій Оратовський
- Катерина Булатова
- Олена Ткаченко
- Марія Пуговиця

## Мовлення

### Супутникове мовлення
| Супутник         | Стандарт | Частота | Символьна швидкість | Поляризація     | FEC | Формат зображення | Помітки | Кодування |
| ---------------- | -------- | ------- | ------------------- | --------------- | --- | ----------------- | ------- | --------- |
| Astra 4A (4.8°E) | DVB-S2   | 12437   | 30000               | вертикальна (V) | 3/4 | MPEG-4            | EPG     | FTA       |

### Етерне цифрове мовлення
| Канал | Мультиплекс | Стандарт | EPG        | Формат мовлення |
| ----- | ----------- | -------- | ---------- | --------------- |
| 5     | MX-2        | DVB-T2   | Green tick | SD 576i 16:9    |

## Нагороди
Телеканал НТН чотири рази отримував найвищу нагороду у сфері української журналістики — премію «Золоте перо»:
- 2005 — за створення інформаційної програми «Вчасно»;
- 2007 — за найкращий телепроєкт на правоохоронну тематику «Свідок» та за авторську програму Л. Харів «Особистий погляд»;
- 2008 року «Свідок» знов став лавреатом цього конкурсу.

2006 і 2008 року журналісти кримінальних новин перемогли на Міжнародному конкурсі телевізійних програм на правову тематику «Золотий Георгій».
2007 і 2008 року роботу творчого колективу «Свідка» вшановано відзнаками МВС України «Ярослав Мудрий» І та ІІ ступеня, а також у різні роки — з боку керівництва Державної податкової адміністрації, Управління з боротьби з організованою злочинністю, дипломами МНС та Служби безпеки України.
Пізніше журналіст «Агентів впливу» Ігор Колтунов став лавреатом нагороди Асоціації правників України PRAVISSIMO.

## Критика
З 2014 року телеканал НТН критикують через трансляцію в етері російського виробництва. За результатами моніторингів активістів ГО «Бойкот російського кіно», у вересні 2014 р. НТН посів друге місце серед ТОП-10 загальноукраїнських телеканалів, які демонстрували російські фільми та серіали. За період з 8 по 14 вересня кількість російського контенту складала в середньому 50 %.
За даними моніторингу 27 вересня 2014 року частка російського продукту на каналі становила вже 71 %. За результатами моніторингу, проведеного із 1 по 7 грудня, кількість контенту російського походження збільшилась до понад 12 год на добу. Окрім того, активісти оприлюднили дані, відповідно до яких за даними моніторингу 27 вересня 2014 року на телеканалі НТН частка російськомовного контенту становила близько 75 %.
За результатами моніторингу Уповноваженого із захисту державної мови Тараса Кременя за 4, 7 та 9 травня 2022 року телеканал порушив закон Закон України «Про забезпечення функціонування української мови як державної». 9 травня на каналі показували радянський фільм «В бій ідуть тільки „старики“». Також телеканал транслював програму «Речдок» російською мовою, що також порушує закон.